# Onthophagus heterorrhinus
Onthophagus heterorrhinus är en skalbaggsart som beskrevs av Lansberge 1885. Onthophagus heterorrhinus ingår i släktet Onthophagus och familjen bladhorningar. Inga underarter finns listade i Catalogue of Life.